# Donaldson Romeo
Donaldson Romeo (Salem, 1962) è un politico montserratiano, premier di Montserrat dal 2014 al 2019.
Dopo aver studiato negli Stati Uniti alla George School ed aver lavorato per qualche tempo nell'azienda del padre, a 22 anni si trasferì in Gran Bretagna, dove divenne, da autodidatta, un ritrattista. A causa di un errore nella registrazione delle ore trascorse a scuola, Romeo, che aveva un visto da studente, si vide recapitare un ordine di deportazione. Dopo una battaglia legale lunga tre anni, l'ordine venne cancellato.
Fece successivamente ritorno volontariamente a Montserrat, dove continuò ad esercitare come ritrattista. Nel 1989 tuttavia i danni provocati a Montserrat dall'uragano Hugo lo spinsero per qualche tempo a tornare ad aiutare l'attività di famiglia. Nel 1994 cominciò a realizzare stampe collezionabili in edizione limitata, ma dopo l'eruzione del vulcano Soufrière Hills nel 1995 divenne giornalista.
Nel 2006 fu candidato al Consiglio legislativo dal Montserrat Democratic Party, ma non venne eletto. Si ripresentò da indipendente alle elezioni del 2009, venendo eletto. Tra il 2011 e il 2014 fu Leader of the Oppostion al parlamento.
In occasione delle elezioni del 2014 fondò il People's Democratic Movement (PDM), che vinse largamente, conquistando sette dei nove seggi. Romeo fu dunque nominato Premier di Montserrat, e ha ricoperto il ruolo fino al termine della legislatura nel 2019. Poco prima delle elezioni del 2019, Paul Lewis fu scelto al posto di Romeo quale guida del PDM. Romeo partecipò alle elezioni come indipendente, venendo rieletto.